# Norodom Sihanouk
Preah Bat Samdech Preah Norodom Sihanouk Varman (ur. 31 października 1922 w Phnom Penh, zm. 15 października 2012 w Pekinie) – król Kambodży. Panował w latach 1941–1955 i 1993–2004, ponadto był głową państwa (prezydentem, przewodniczącym Najwyższej Rady Narodowej) w latach 1960–1970, 1975–1976 i 1991–1993. Z powodu ciężkiej choroby abdykował 7 października 2004. Syn króla Norodoma Suramarita i królowej Sisowath Kossamak.

## Życiorys

### Rządy w Kambodży
Po objęciu władzy w 1941 jako król zależnego od Francji terytorium, związał się z buddyjskim ruchem nacjonalistycznym i zaczął dążyć do uzyskania niepodległości przez Kambodżę. W znacznej mierze to jego działania doprowadziły do niepodległości Kambodży 9 listopada 1953. W 1955 abdykował na rzecz swojego ojca. Kilka miesięcy później objął stanowisko premiera. W 1960 roku po śmierci ojca został prezydentem i przewodniczącym Najwyższej Rady Narodowej (głowa państwa, jednak bez tytułu królewskiego – w Polsce tytułowany księciem). Był jednym z założycieli Ruchu państw niezaangażowanych, a w pierwszej fazie rządów starał się nie mieszać w sprawy zimnej wojny, w tym trwającej tuż pod granicami kraju wojny wietnamskiej. W celu ochrony interesów kraju skutecznie lawirował pomiędzy Stanami Zjednoczonymi, Chinami i ZSRR. Podporą jego rządów stała się monarchistyczna partia rządowa o nazwie Powszechna Wspólnota Socjalistyczna (Sangkum Reastr Niyum). W trakcie rządów starał się realizować ostrożne socjalistyczne reformy.
Poglądy na politykę zagraniczną zmienił po tym, gdy przekonał się, że siły komunistyczne mogą zwyciężyć w wojnie wietnamskiej. Rozpoczął potajemne wspieranie południowowietnamskich komunistów, co spowodowało wrogość Stanów Zjednoczonych wobec jego rządów. W tym czasie związał koalicję rządową z lewicową (i powiązaną z komunistami) Partią Ludową, która wpłynęła w istotny sposób na jego politykę. To właśnie pod wpływem lewicowych koalicjantów w 1965 roku zerwał stosunki dyplomatyczne ze Stanami Zjednoczonymi. Zerwanie stosunków zakończyło okres wsparcia Amerykanów dla Kambodży, Sihanouk został więc zmuszony do zwrócenia się do Chin i ZSRR. Komunistyczne mocarstwa zaoferowały królowi pomoc gospodarczą i militarną. W 1966 roku podpisał z Chinami porozumienie, na mocy którego zgodził się na stacjonowanie we wschodnich regionach przygranicznych wojsk Armii Ludowej Wietnamu i utworzenie przez nią w tamtym regionie baz wojskowych. Zgodził się także, aby przez miasto Sihanoukville płynęła pomoc dla wojsk Vietcongu. Prochińska polityka Sihanouka wynikała z jego przekonania co do tego, że to właśnie Chiny w przyszłości będą państwem wywierającym największy wpływ na teren Indochin.
Pomimo zwrotu w polityce zagranicznej jeszcze w 1966 roku pozwolił proamerykańskiemu ministrowi obrony generałowi Lon Nolowi na rozprawienie się z koalicjantami z Partii Ludowej. Dotychczasowy sojusznik został rozbity pod pretekstem działalności wywrotowej i rzekomej służalczości tej frakcji względem komunistów wietnamskich. Niszcząc dotychczasowych lewicowych sojuszników, Sihanouk nie wziął pod uwagę, że już wcześniej utracił poparcie konserwatystów, a sytuacja gospodarcza kraju uległa pogorszeniu. 11 września odbyły się pierwsze wolne wybory. Konserwatyści wygrali je na skutek fałszerstw wyborczych, zdobywając (ku zaskoczeniu króla) 75 procent mandatów w Zgromadzeniu Narodowym. Lon Nol został desygnowany na premiera, a duże wpływy w rządzie zdobył ultrakonserwatywny członek rządzącego klanu Sisowath Sirik Matak, znany z wrogości wobec Sihanouka. Rządy konserwatystów doprowadziły do napięć społecznych i stworzyły korzystne warunki do budowy na obszarach wiejskich partyzantki komunistycznej.
11 marca 1967 roku w Battambang wybuchło powstanie chłopskie, które rozprzestrzeniło się na cały rejon. Lon Nol pod nieobecność Shinaouka (który przebywał wtedy we Francji), lecz działając za jego zgodą, ogłosił stan wojenny. W wyniku represji zginęły setki chłopów, a całe wioski zostały zniszczone. Shinaouk po powrocie do kraju nakazał aresztowanie czołowych działaczy bardziej radykalnej lewicy (z której część uczestniczyła w jego wcześniejszych rządach). Król zmusił Lon Nola do dymisji, a do rządu wprowadził nowe grupy lewicowe, co miało zrównoważyć wpływy konserwatywne. Kryzys minął, jednak wywołał tragiczne w skutkach konsekwencje – radykalna frakcja Komunistycznej Partii Kambodży, określona przez króla jako Czerwoni Khmerzy, przyciągnęła tysiące rekrutów, którzy utworzyli oddziały partyzanckie, a postać Lon Nola zaczęła kojarzyć się z brutalnymi represjami. W styczniu 1968 roku Czerwoni Khmerzy rozpoczęli pierwszą ofensywę militarną. Liczba rebeliantów, która wzięła w niej udział, wyniosła od czterech do pięciu tysięcy. W listopadzie 1968 roku w obliczu postępującej rebelii król przywrócił do rządu Lon Nola, a rok później Kambodża przywróciła normalne stosunki dyplomatyczne ze Stanami Zjednoczonymi. Na skutek zmian politycznych Kambodży Lon Nol ponownie został premierem. Na prośbę Lon Nola wojsko amerykańskie wsparło rząd Kambodży w wojnie z rebeliantami (organizując naloty lotnicze).

### Utrata władzy i emigracja
W 1970 roku w czasie jego nieobecności w kraju doszło do zamachu stanu, którego dokonał Lon Nol. W kwietniu 1970 do Kambodży wkroczyły oddziały amerykańskie i wojska południowowietnamskie, a Sihanouk udał się na emigrację do Chińskiej Republiki Ludowej, gdzie utworzył Zjednoczony Front Narodowy Kambodży i Królewski Rząd Jedności Narodowej. Monarcha zawarł sojusz z Wietnamem Północnym oraz Czerwonymi Khmerami (chociaż miał nad nimi niewielką kontrolę, to przyczynił się w ten sposób do ogromnego zwiększenia poparcia dla rebeliantów). Sihanouk i jego współpracownicy kilkukrotnie odwiedzili tereny Kambodży kontrolowane przez Czerwonych Khmerów, wizyty te miały jednak czysto propagandowy charakter. Na wiosnę 1970 roku złożył wizytę w Korei Północnej, gdzie zgłosił propozycję utworzenia jednolitego frontu krajów rewolucyjnych – Chin, Laosu, Wietnamu Północnego, KRLD i Kambodży. Przywódcy KRLD przyjęli ten plan z zadowoleniem, upadł on jednak na skutek opozycji ze strony Wietnamu. O poparcie dla swojego rządu na uchodźstwie apelował też na forum ONZ.
Po dojściu Czerwonych Khmerów do władzy w kwietniu 1975 na krótko ponownie stał się głową państwa, faktyczną władzę sprawował jednak Pol Pot. Po konflikcie z Czerwonymi Khmerami 4 kwietnia 1976 został usunięty ze stanowiska. Od egzekucji uratowała go jedynie osobista interwencja premiera Chin Zhou Enlai. Po tych wydarzeniach wyjechał z kraju i przebywał w ChRL i Korei Północnej. Po wietnamskiej interwencji Kambodży w 1979 Sihanouk krytykował nowe władze Ludowej Republiki Kampuczy. W 1981 roku utworzył własną rojalistyczną partię FUNCINPEC, dysponującą oddziałami partyzanckimi na terenie kraju. Partia królewska w kraju zwalczała prowietnamski rząd Hun Sena, a na arenie międzynarodowej apelowała o zaprzestanie wspierania partyzantki Czerwonych Khmerów przez państwa ościenne. Ugrupowanie nie odgrywało większej roli w polityce Kambodży, co w 1982 roku zadecydowało o połączeniu sił z prawicowymi republikanami i Czerwonymi Khmerami w ramach Koalicyjnego Rządu Demokratycznej Kampuczy. Sihanouk w ramach koalicji został prezydentem Demokratycznej Kampuczy (która posiadała pod swoją kontrolą jedynie nieliczne obszary państwa kambodżańskiego).

### Powrót do kraju i ponowne objęcie urzędu

Wejście do Pałacu Królewskiego w Phnom Penh podczas żałoby po śmierci Króla Norodoma Sihanouka

Pod koniec lat 80. ruszyły rokowania między Koalicyjnym Rządem Demokratycznej Kampuczy a Ludową Republiką Kampuczy i zakończyły się one podpisaniem porozumienia w Paryżu w 1991. Po 13 latach na wygnaniu, 14 listopada 1991, książę Norodom Sihanouk powrócił do ojczyzny. W 1993 ponownie został królem Kambodży. W 2004 Sihanouk poważnie zachorował i wielokrotnie przebywał w ChRL na leczeniu. Od stycznia 2004 przebywał za granicą, zamieszkując w rezydencjach w Pekinie i Korei Północnej. 7 października 2004 król Norodom Sihanouk ze względu na zły stan zdrowia abdykował. Mimo że konstytucja Kambodży nie przewiduje takiego rozwiązania, jego decyzja została zaakceptowana. 14 października 2004 jego następcą na tronie Kambodży został Norodom Sihamoni, jeden z jego synów. 15 października 2012 w pekińskim szpitalu zmarł na zawał serca.

## Odznaczenia
M.in.:
- Order Rajamitrabhorna (15 grudnia 1954 – Tajlandia)
- Order Domowy Chakri (15 grudnia 1954 – Tajlandia)
- Łańcuch Orderu Jarzma i Strzał (22 czerwca 1956 – Hiszpania)
- Łańcuch Orderu Królowej Saby (4 maja 1958 – Etiopia)
- Łańcuch Orderu Chryzantemy (2 grudnia 1955 – Japonia)
- Krzyż Wielki Orderu Legii Honorowej (21 października 1941 – Francja)
- Wielki Oficer Orderu Legii Honorowej (3 maja 1941 – Francja)
- Krzyż Wielki Orderu Smoka Annamu (3 kwietnia 1941 – Francja)
- Łańcuch Orderu Miliona Słoni i Białego Parasola (18 kwietnia 1963 – Laos)
- Krzyż Wielki Orderu Prawdy (15 listopada 1954 – Birma)
- Krzyż Wielki z Łańcuchem Orderu Lwa Białego (1955 – Czechosłowacja)
- Krzyż Wielki Orderu Zasługi Wojskowej z Odznaką Białą (1955 – Hiszpania)
- Krzyż Wielki Orderu Odrodzenia Polski (lipiec 1956 – Polska)
- Krzyż Wielki Orderu Nilu (9 listopada 1959 – Egipt)
- Krzyż Wielki Orderu Umajjadów (15 listopada 1959 – Syria)
- Krzyż Wielki Orderu Zasługi (1959 – Włochy)
- Krzyż Wielki Orderu Tronu (1959 – Maroko)
- Krzyż Wielki Orderu Narodowgo (1959 – Wietnam)
- Wielki Komandor Orderu Nigru (5 listopada 1969 – Niger)
- Wielka Złota Odznaka Honorowa na Wstędze (29 sierpnia 1956 – Austria)
- Wielki Łańcuch Orderu Sikatuny (31 stycznia 1957 – Filipiny)
- Order Korony Państwa (DMN, 21 grudnia 1962 – Malezja)
- Order Temaseku I klasy (9 kwietnia 1963)
- Wielka Jugosłowiańska Gwiazda (17 stycznia 1968)
- Order Mugunghwa (Korea Pd.)
- Order Domowy Brunei (DKMB)